# Hans Vermeer
Hans Josef Vermeer, född 24 september 1930 i Iserlohn, död 4 februari 2010 i Heidelberg, var en tysk lingvist och översättare.
Vermeer var professor i lingvistik vid Mainz universitet i Germersheim och var även professor i översättningsvetenskap vid Heidelbergs universitet. Efter att han gått i pension var han gästprofessor på flera nationella och internationella universitet. Under hans sista levnadsår återvände han till Mainz och Heidelberg. 17 januari 2010, strax före sin bortgång, mottog han ett hedersdoktorat av Mainz universitet.

## Biografi
Hans Vermeer föddes 1930 i Iserlohn. 1950 tog han studenten och började samma år läsa engelska och spanska vid Heidelbergs universitet och tog sin examen där 1952. Efter att ha studerat vid universitetet i Lissabon tog han även en kandidatexamen i portugisisk översättning samt en magisterexamen i portugisisk översättning och tolkning. 1954 – 1962 var han lärare i portugisiska på Institutionen för tolkning och översättning vid Heidelbergs universitet. 1962 disputerade han vid Heidelbergs universitet med en avhandling om färgtermer i indoeuropeiska språk och deras översättning. Mellan 1962 – 1964 var han lärare i sydasiatiska språk, bl.a. urdu och hindi på Institutionen för moderna språk vid Heidelbergs universitet. 1968 blev han docent i kraft av sin forskning som postdoktor om de centrala strukturerna i sydasiatiska språk och bidrog med detta till nya insikter i språkförbundsfrågan (Sprachbund). Mellan 1968 – 1970 arbetade han som universitetslektor på Institutionen för lingvistik vid Heidelbergs universitet. 1970 började han arbeta på Institutionen för tolkning och översättning, lingvistik och kulturvetenskap vid Mainz universitet, där han var professor i allmän och tillämpad lingvistik fram till 1983. Från 1984 och fram till 1992, när han gick i pension var Hans Vermeer professor i allmän översättningsvetenskap med särskild inriktning mot portugisiska vid Heidelbergs universitet. Han utnämndes också till (gäst-)professor vid flera andra universitet. Han återvände även till Mainz universitet som gästprofessor så sent 2008. Vid sidan av sin akademiska gärning var Vermeer översättare från portugisiska, franska och baskiska  och arbetade även som tolk med portugisiska.
Hans Vermeer är mest känd för att tillsammans med Katharina Reiß ha skapat skoposteorin, en funktionalistisk översättningsteori och han har publicerat många arbeten inom lingvistik, översättning och tolkning.  2012 publicerades en specialutgåva av tidskriften mTm till minne av hans liv och gärning.